# الهجرة الكبرى الثانية (الأمريكيون الأفارقة)

ضمن سياق تاريخ الولايات المتحدة في القرن العشرين، كانت الهجرة الكبرى الثانية هجرة أكثر من خمس ملايين أفريقي أميركي من جنوب الولايات المتحدة إلى الشمال الشرقي ووسط الغرب والغرب. بدأت في عام 1940، استمرت خلال الحرب العالمية الثانية وحتى عام 1970. كانت أكبر بكثير وتحمل طابعاً مختلفاً عن الهجرة الكبرى الأولى (1916-1940)، حيث كان المهاجرون مزارعين ريفيين من الجنوب بشكل رئيسي ووصلوا إلى الشمال الشرقي ووسط الغرب فقط.
في الهجرة الكبرى الثانية، لم يبقى شمال شرق ووسط غرب الولايات المتحدة الوجهة الوحيدة لأكثر من خمسة ملايين أفريقي أميركي، بل كان الغرب كذلك أيضاً، وقد عرضت مدن مثل لوس أنجلوس وأوكلاند وفينيكس وبورتلاند وسياتل وظائفًا تتطلب مهاراتٍ في الصناعات الدفاعية. معظم هؤلاء المهاجرين كانوا سلفاً عاملين حضريين قادمين من مدن الجنوب. إضافة إلى ذلك، كان الأفارقة الأمريكيون ما يزالون يتعرضون للتمييز في أجزاءٍ من البلاد، وسعى الكثير منهم للهرب.

## الاستيطان الحضري
مقارنة بمهاجري الفترة بين 1910-1940 الأكثر ريفيةً، كثير من الأفارقة الأمريكيين في الجنوب كانوا يعيشون مسبقاً في مناطق حضرية ولديهم مهارات مهنية حضرية قبل أن يرحلوا. انتقلوا ليتخذوا وظائف في المدن الصناعية المزدهرة في الشمال والغرب، بما فيها الصناعات الدفاعية خلال الحرب العالمية الثانية. تمكن العمال الذين اقتصرت خياراتهم على أعمال منفصلة ولا تتطلب مهاراه عالية، في بعض المدن من الحصول على وظائف عالية المردود وتتطلب مهارةً في ترسانات سفن كاليفورنيا وأوريغون وواشنطن.
مع نهاية الهجرة الكبرى الثانية، أصبح الأفارقة الأمريكيون جماعاتٍ على قدر عالٍ من التحضر. عاش أكثر من 80% منهم في المدن، وهي نسبة أكبر من تلك التي لدى بقية المجتمع الأميركي. بقي 53% في جنوب الولايات المتحدة، بينما عاش 40% في الشمال الشرقي والولايات الوسط غربية و7% في الغرب.
بينما أُقصيَ الأفارقة الأمريكيون من أجل دعم دورهم أثناء الحرب العالمية الثانية، غالبًا ما كانت هذه الأدوار غالباً خطيرةً للغاية. أودت حادثة انفجار ذخيرة في ميناء شيكاغو بحياة أكثر من 200 أفريقي أمريكي في عام 1944. عندما رفض بعض العمال متابعة العمل حتى يقوموا بتقليل بتحسين الظروف الخطرة، حُوكِم وسُجِن ما يقارب 50 شخص.
بعيداً في أعلى الساحل الغربي، جذبت المهن الحربية عالية المردود في مجال بناء السفن عدداً كبيراً من الأفارقة الأميركيين إلى المجتمعات الصغيرة القائمة. ازدادت أعدادهم إلى ثلاثة أضعاف في سياتل وواشنطن وإلى أربعة أضعاف في بورتلاند وأوريغون. أصبح القادمون الجدد مقيمين دائمين، ما أدى لتصاعد تأثير السود على السياسة، وتمكين منظمات الحقوق المدنية مثل (الإن إيه إيه سي بّي)، والمطالبة بتشريعات ضد التمييز. على الجانب السلبي، ازدادت المشاحنات العرقية، وتهالكت مناطق البيض والسود السكنية على حد سواء بسبب الاكتظاظ، واحتد الحوار في داخل مجتمع السود بين «المستوطنين القدماء» والقادمين الجدد بخصوص القيادة في مجتمعات السود.

## الأسباب
كما حدث في الهجرة الكبرى الأولى، اندفع الأفارقة الأميركيون الجنوبيون للانتقال لأسبابٍ اقتصادية. وُثِّق العوز الاقتصادي الذي عانى منه الأفارقة الأمريكيون الجنوبيون قبل الهجرة الاقتصادية بشكل جيد. وضعت زراعة المزارع مثل المزارعة حداً أمام تسلق الأفارقة الأمريكيين لـ«السلم الزراعي». كان السلم الزراعي نظاماً يُحدَد فيه منصب العامل بناءً على مكانته الاجتماعية، لا على مهارته أو قيمة عمله. بسبب التمييز العنصري، وُضِع الرجال الأفارقة الأمريكيون في وظائف لا تتطلب مهارات، ووُضعَت النساء في الخدمات المنزلية. تراوح التغيير الذي أحدثته هذه الظروف مقارنة بالعقود الأولى من القرن العشرين بين قليل ومعدوم، ما أعطى الأفارقة الأمريكيين الجنوبيين حافزاً قوياً على الرحيل والبحث عن الفرصة في مكان آخر.
في ثلاثينات وأربعينات القرن العشرين، قلل ظهور آلة قطاف القطن وأشكال أخرى من الزراعة الآلية الطلب على العمالة لغير المتمتعين بمهارات في الزراعة الجنوبية، ما قاد الكثير من الأفارقة الأميركيين للبحث عن وظائف جديدة في المناطق الحضرية. كافح الأفارقة الأميركيون من أجل إيجاد فرص جديدة مثل إيجاد طرق أفضل لكسب العيش من أجل رعاية أسرهم. كان الهجرة شمالاً وغرباً خارجين من الجنوب طريقة لتحسين حظوظهم الاقتصادية. أدت الحرب العالمية الثانية إلى نقص في العمالة بسبب إدراج أو تجنيد الملايين في الخدمة العسكرية الفعلية. نتيجةً لذلك، بدأ أرباب الأعمال الشماليون والغربيون بتوظيف الجنوبيين من ذوي البشرة السوداء والبيضاء لمجاراة احتياجات البلد فيما يخص المجهود الحربي. هناك عوامل اجتماعية أخرى أيضًا دفعت إلى الهجرة مثل فرص التعليم وحرمان الحقوق السياسية والعنف العرقية.

## الفصل الحضري المكاني
دفعت التعبئة السريعة للموارد والأسلحة الكثير من الافارقة الأميركيين للهجرة إلى المدن الشمالية والغربية بحثاً عن الوظائف في مجال صناعة الذخائر المزدهرة. في حين كانت مجتمعات السود مثل شيكاغو ونيويورك راسخة مسبقاً منذ الهجرة الكبرى الأولى، كان الانتقال إلى الغرب وجهة جديدة للمهاجرين في أماكن مثل منطقة خليج سان فرانسيسكو، بورتلاند، فينيكس ومنطقة بوغيت ساوند في واشنطن. فور وصولهم، واجهتهم العديد من العوامل التي فصلت المجتمعات المهاجرة الناشئة عن تلك البيضاء. قاد هذا الفصل الحضري المكاني إلى نشوء مناطق متجانسة عرقياً في المدن التي شهدت هجرة أعداد كبيرة من الأفارقة الأمريكيين. قُدّر أن أٌقل من 1% من سكان لون أنجلوس سوداوي البشرة البالغ عددهم 461,000 عاشوا في مجتمعات ذات أقلية سوداء في عام 1960، ما أدى إلى العزل العنصري.
من أجل استغلال الوضع المالي المزري للكثير من المهاجرين، أُسست مجمعات سكنية لذوي الدخل المنخفض في أماكن أراد مخططو المدينة لهم أن يعيشوا فيها. على سبيل المثال، أُسست منطقة الجانب الجنوبي من شيكاغو والمنطقة الوسط جنوبية من لوس أنجلوس كمناطق مخصصة للأفارقة الأمريكيين منذ بداية عشرينات وثلاثينات القرن العشرين على التوالي. جذبت البيوت ذات الأسعار المنخفضة أبناء الطبقة العاملة من السود، التي وُضعت قصداً للحث على تجميع الأقليات بعيداً عن ذوي البشرة البيضاء. بُنيَت الطرق السريعة غالباً أخذةً فكرة عزل المجتمعات العرقية في الاعتبار. وساعدت على تعزيز خطوط الفصل كما ساهمت في زيادة عزل المجتمعات المتجانسة عرقياً في المدن متعددة الأعراق. ساهم الخوف من العنف والتمييز بدافع العنصرية في عزل مجتمعات الأقليات التي بحثت عن الأمن الجماعي والمعاملة الخالية من التمييز في محيط منازلهم. أدى اجتماع العدد المحدود للمنازل والزيادة السريعة للمهاجرين خلال الهجرة الكبرى الثانية إلى اكتظاظ سكاني كبير ونقص في المنازل ما أدى تناقص قيمة العقارات أكثر فأكثر.
بينما انخفضت قيم العقارات في هذه المجتمعات، قام أفراد الطبقة الوسطة ومعظمهم ذو بشرة بيضاء من سكان المناطق المستهدفة بالإخلاء بشكل جماعي. عرفت هذه الظاهرة بالفرار الأبيض. تسبب إدخال سكان من غير ذوي البشرة البيضاء إلى منطقة مخصصة للذوي البشرة البيضاء تقليدياً، وهي أحياء داخل المدينة في حالتنا هذه، بالإخلاء السريع لذوي البشرة البيضاء، إلى الضواحي عادةً. بهذه الطريقة، ظهر المجاز الاجتماعي الشائع لضواحي البِيض وداخل المدينة متعدد الأعراق. قُدِّر حالياً أن أكثر من 70% من ذوي البشرة السوداء العاملين في منطقة حضرية كبرى يسكنون في مركز المدينة. وبالمقارنة فإن 30% بالمئة فقط من ذوي البشرة البيضاء العاملين في تلك المدينة ذاتها والذين يسكنون داخل المدينة. ساهمت عملية البيع بالترهيب العرقي في الفرار الأبيض جزئياً. باع مالكو العقار ذوي البشرة البيضاء الخائفون من مجموعات الأقليات منازلهم إلى وكلاء عقاريين، ويعود ذلك غالباً إلى أساليب الشركات العقارية نفسها. شجع الوكلاء بعدها على شراء البيوت الشاغرة من قبل عائلات من ذوي البشرة السوداء الباحثة عن الراحة من الأحياء المزدحمة التي حُجِزوا فيها. وعندما كانت تصل عائلة من ذوي البشرة السوداء، كان الجيران ذوي البشرة البيضاء يبيعون بيوتهم على الفور إلى شركات العقارات المنتظرة، والتي بدورها تبيع للمزيد من ذوي البشرة السوداء بهامش ربح هائل.